# 雁来インターチェンジ
雁来インターチェンジ（かりきインターチェンジ）は、北海道札幌市東区東苗穂にある札樽自動車道のハーフインターチェンジ。
上り線（小樽方向）入口、下り線（旭川・苫小牧方向）出口が設置されている。

## 歴史
- 1992年（平成4年）9月30日 : 札幌西IC - 札幌JCT間の開通に伴い供用開始。

## 周辺
東雁来
- 東雁来流通工業系業務地区[2]
  - 道央札幌郵便局
- ウェルピアひかりの（東雁来第2土地区画整理事業）[3]
- 東雁来ショッピングセンター
- 札幌サッカーアミューズメントパーク
- 雁来大橋

東苗穂
- イオンモール札幌苗穂
- 札幌矯正管区
  - 札幌刑務所
  - 札幌少年鑑別所

## 接続する道路
- 直接接続
  - 国道274号（札幌新道）
  - 国道275号（北1条雁来通）

## 料金所

### 入口
- レーン数：2
  - ETC専用：1
  - ETC・一般：1

### 出口
- 均一区間のためなし。

## 隣
E5A 札樽自動車道
(32) 札幌JCT - (1) 雁来IC - (2) 伏古IC